# 埃尔皮卡多尔
埃尔皮卡多尔是巴拿马贝拉瓜斯省卡尼亚萨斯区的一个城市，2010年是人口为3,065，该市设立于1997年3月7日，2000年时该市人口为3,089人。